# Ёлкино (Свердловская область)
Ёлкино — посёлок в Свердловской области России. Входит в ЗАТО городской округ город Лесной.

## География
Ёлкино расположено в 7 километрах (по автотрассе — в 9 километрах) к северу от города Лесного, на левом берегу реки Туры, выше и ниже устья её левого притока Выи. В окрестностях имеется месторождение мрамора.

## История
Поселение основано около 1730 года Поповым, предки которого поселилась из Великого Устюга в верховьях реки Тура в 1680-х годах.
В 1933—1955 гг. входил в состав Исовского района, после — Нижнетуринского. 
В 1994 году передан в административно-территориальное управление городу Лесному. В состав Ёлкина де-факто входит посёлок Мельничный.
С 1961 года имеет статус рабочего посёлка. С 1 октября 2017 года, согласно областному закону N 35-ОЗ, был отнесён к посёлкам городского типа (пгт), без уточнения его типа как рабочего посёлка.
19 декабря 2018 года посёлок городского типа Ёлкино отнесён к сельским населённым пунктам, к виду посёлок.

## Население
| 1970 | 1979  | 1989  | 2002  | 2009  | 2010 | 2012 |
| ---- | ----- | ----- | ----- | ----- | ---- | ---- |
| 1240 | ↗1443 | ↘1307 | ↗1328 | ↘1254 | ↘247 | ↗251 |
| 2013 | 2014  | 2015  | 2016  | 2017  | 2018 | 2019 |
| ↗253 | ↘245  | ↘210  | ↘197  | ↘182  | ↘169 | ↘154 |
| 2020 |       |       |       |       |      |      |
| ↘0   |       |       |       |       |      |      |

## Николаевская церковь
В начале XIX века в селе была построена деревянная часовня во имя Пророка Божия Илии, которая в конце XIX века сгорела. Император Николай Второй выделил средства на восстановление села и строительство храма. Этих денег хватило на возведение храма во имя небесного покровителя царя и на строительство новых домов для сельчан и на открытие школы. В 1906 году была заложена каменная, однопрестольная церковь, которая 9 сентября 1913 года была освящена во имя святого Николая, архиепископа Мирликийского. 
В 1931 году церковь закрыли, затем были снесены купола и колокольня. Перед началом Великой Отечественной войны в здании разместился зерносклад.
В 1964 году храм перешёл в ведение «закрытого» города Лесного. В здании разместился широкоформатный кинотеатр, при этом были уничтожены все настенные росписи.
В 1991 году церковь была восстановлена и возвращена в РПЦ. 
С 2007 года в храме имеется книга «Постная Триодь», изданная в 1750-х годах и принесённая прихожанами.

## Павленковская библиотека
В 1907 году среди 16 начальных училищ Верхотурского уезда, где на средства российского издателя, просветителя и мецената Флорентия Фёдоровича Павленкова, были открыты народные библиотеки, оказалось и училище посёлка Ёлкино. Располагалось оно недалеко от церкви. В середине XX века, когда в двух километрах от Ёлкино образовался посёлок Чащавита, библиотека переехала туда. Ныне это филиал Центральной городской библиотеки города Лесного. К сожалению, из 338 книг разнообразного содержания, приобретённых на средства Павленкова, до нашего времени не сохранилось ни одной. Но библиотека, родившаяся благодаря подвижничеству Ф. П. Павленкова, продолжает работать. В 2003 году «павленковская» библиотека в посёлке Чащавита была признана лучшей сельской библиотекой Свердловской области.